# .dd
.dd (Deutsche Demokratische Republik) foi o código TLD (ccTLD) na Internet para a Alemanha Oriental. Esteve reservado, mas nunca foi usado pelo público. Com a Reunificação da Alemanha, a Alemanha Oriental se tornou parte da República Federal da Alemanha, adotando assim o ccTLD .de, que na época, correspondia à Alemanha Ocidental. O domínio .dd foi desativado em 1990.